# Amstel Gold Race féminine
Cet article concerne la course féminine. Pour la course masculine, voir Amstel Gold Race.
L'Amstel Gold Race féminine est une course cycliste d'un jour créée en 2001 et patronnée par la marque de bière Amstel.  Elle parcourt le sud de la province du Limbourg aux environs de Maastricht, ainsi que parfois la Belgique voisine. Les principales difficultés se trouvent à Fauquemont-sur-Gueule (Valkenburg). Depuis 2003, l'arrivée de la course se situe au sommet du Cauberg.
Elle est organisée en parallèle de la course masculine éponyme de 2001 à 2003. En 2017, la course réapparaît et devient une manche de l'UCI World Tour féminin. Entretemps, une épreuve similaire se court en catégorie 1.2 à Fauquemont : la Hills Classic.

## Histoire
De 2001 à 2003, trois éditions de l'Amstel Gold Race pour les femmes sont organisées. En 2003, elle fait partie de la Coupe du monde féminine. La course commence à Maastricht, 30 minutes après celle des hommes. Elle est tracée sur plus de 114 km, dont neuf ascensions (Maasberg, Adsteeg, Lange Raaberg, Bergseweg, Sibbergrubbe, Cauberg, Bemelerberg, Keutenberg) et l'arrivée sur le Cauberg.
La course est interrompue après la troisième édition, car l'organisation le même jour et en grande partie sur les mêmes routes que la course masculine s'avère trop difficile. Ainsi, les courses féminine et masculine de 2003 ont menacé de s'entrechoquer.
Pour son retour au calendrier en 2017, la course est remportée par la Néerlandaise Anna van der Breggen.
L'édition 2020 est annulée en raison de la pandémie de maladie à coronavirus.

## Palmarès
| Année | Vainqueur            | Deuxième             | Troisième                                 |                  |
| ----- | -------------------- | -------------------- | ----------------------------------------- | ---------------- |
| 2001  | Debby Mansveld       | Mirjam Melchers      | Leontien van Moorsel                      |                  |
| 2002  | Leontien van Moorsel | Mirjam Melchers      | Katherine Bates                           |                  |
| 2003  | Nicole Cooke         | Olivia Gollan        | Edita Pučinskaitė                         |                  |
| 2017  | Anna van der Breggen | Lizzie Deignan       | Annemiek van Vleuten Katarzyna Niewiadoma |                  |
| 2018  | Chantal Blaak        | Lucinda Brand        | Amanda Spratt                             |                  |
| 2019  | Katarzyna Niewiadoma | Annemiek van Vleuten | Marianne Vos                              |                  |
| 2020  | annulé/abandonné     | annulé/abandonné     | annulé/abandonné                          | annulé/abandonné |
| 2021  | Marianne Vos         | Demi Vollering       | Annemiek van Vleuten                      |                  |
| 2022  | Marta Cavalli        | Demi Vollering       | Liane Lippert                             |                  |
| 2023  | Demi Vollering       | Lotte Kopecky        | Shirin van Anrooij                        |                  |
| 2024  | Marianne Vos         | Lorena Wiebes        | Ingvild Gåskjenn                          |                  |
| 2025  | Mischa Bredewold     | Ellen van Dijk       | Puck Pieterse                             |                  |